# Luzonacera chang
Espèce
Luzonacera chang est une espèce d'araignées aranéomorphes de la famille des Psilodercidae.

## Distribution
Cette espèce est endémique de Luçon aux Philippines,. Elle se rencontre à Antipolo vers 212 m d'altitude dans la grotte Mystical Cave.

## Description
Le mâle holotype mesure 2,72 mm et la femelle paratype 3,00 mm.

## Publication originale
- Liu, Li, Li & Zheng, 2017 : Five new genera of the subfamily Psilodercinae (Araneae: Ochyroceratidae) from Southeast Asia. Zoological Systematics vol. 42, no 4, p. 395-417.